# Scară microscopică
Scară microscopică (din greacă μικρός = mic, σκοπεῖν = a vedea) este o scară de lungime la care obiectele și fenomenele nu sunt observabile și măsurabile cu ochiul liber. Antonimul scării microscopice este scara macroscopică.
Practic, noțiunea de scară microscopică se referă de obicei la dimensiuni spațiale mai mici decât un milimetru. În sens abstract, ea descrie o realitate pe care „nu o vedem” fără ajutorul unor instrumente care produc imagini mărite (lentilă sau microscop). Cantitativ, noțiunea este relativă și imprecisă; când este vorba despre obiecte și fenomenene ale căror dimensiuni sunt cu multe ordine de mărime sub un milimetru, ca molecule sau atomi, sunt mai adecvați termenii de scară moleculară sau scară atomică.